# Elaphria encantada
Elaphria encantada är en fjärilsart som beskrevs av Hayes 1975. Elaphria encantada ingår i släktet Elaphria och familjen nattflyn. Inga underarter finns listade i Catalogue of Life.